# Scharlenbach
Der Scharlenbach ist ein etwa 3,5 km langer, westlicher und linker Zufluss der Starzel im baden-württembergischen Zollernalbkreis.

## Geographie

### Verlauf
Der Scharlenbach entspringt im Waldgebiet Staudentelle westlich von Starzeln an der Gemarkungsgrenze zu Albstadt-Onstmettingen auf einer Höhe von ca. 805 m ü. NHN am Albtrauf. Von dort fließt er etwa ostwärts zunächst durch den Wald, dann durch das Naturschutzgebiet Scharlenbachtal-Hofwald und anschließend durch das Burladinger Dorf Starzeln, wo er auf einer Höhe von 644 m ü. NHN von links in die Starzel mündet.
Der 3,5 km lange Lauf des Scharlenbachs endet 161 Höhenmeter unterhalb seiner dauerhaften Quelle, er hat somit ein mittleres Sohlgefälle von etwa 46 ‰.

### Einzugsgebiet
Das Einzugsgebiet ist rund 6 km² groß und gehört naturräumlich gesehen zur Hohen Schwabenalb. Sein höchster Punkt liegt im Südwesten auf dem Bernloh auf 955,5 m ü. NHN.
Es grenzt im Südwesten an das Einzugsgebiet der Schmeie, die in die Donau mündet; dieser Abschnitt der Einzugsgebietsgrenze ist also Teil der Europäischen Hauptwasserscheide zwischen Rhein und Nordsee diesseits und Donau und Schwarzem Meer jenseits. Die anderen Konkurrenten entwässern alle ebenfalls von links in die Starzel, der größte davon ist der Reichenbach, dessen Quellgebiet jenseits der nordwestlichen Wasserscheide liegt und der erst in Hechingen mündet, das Bernenbächle im Nordnordwesten, der kleine Goosbach im Norden nur noch wenig abwärts der Scharlenbachmündung und ein Bach aus einem westlichen Starzel-Nebental im Süden, der nunmehr oberhalb des Scharlenbachs die Starzel erreicht.
Es stehen der Mittlere Oberjura und die Oxfordschichten des Oberjuras an.

### Zuflüsse
Ein kurzer, namenloser Bach mündet bald nach der Quelle von rechts und Süden aus den Brünnlestellen.
Der einzige größere Zufluss des Scharlenbachs ist der Kleintälebach, der dem Scharlenbach am Mittellauf von links und Nordwesten etwas vor dem kleinen Wohnplatz In den Eichen von Starzeln zufließt.

## Naturschutz und Schutzgebiete

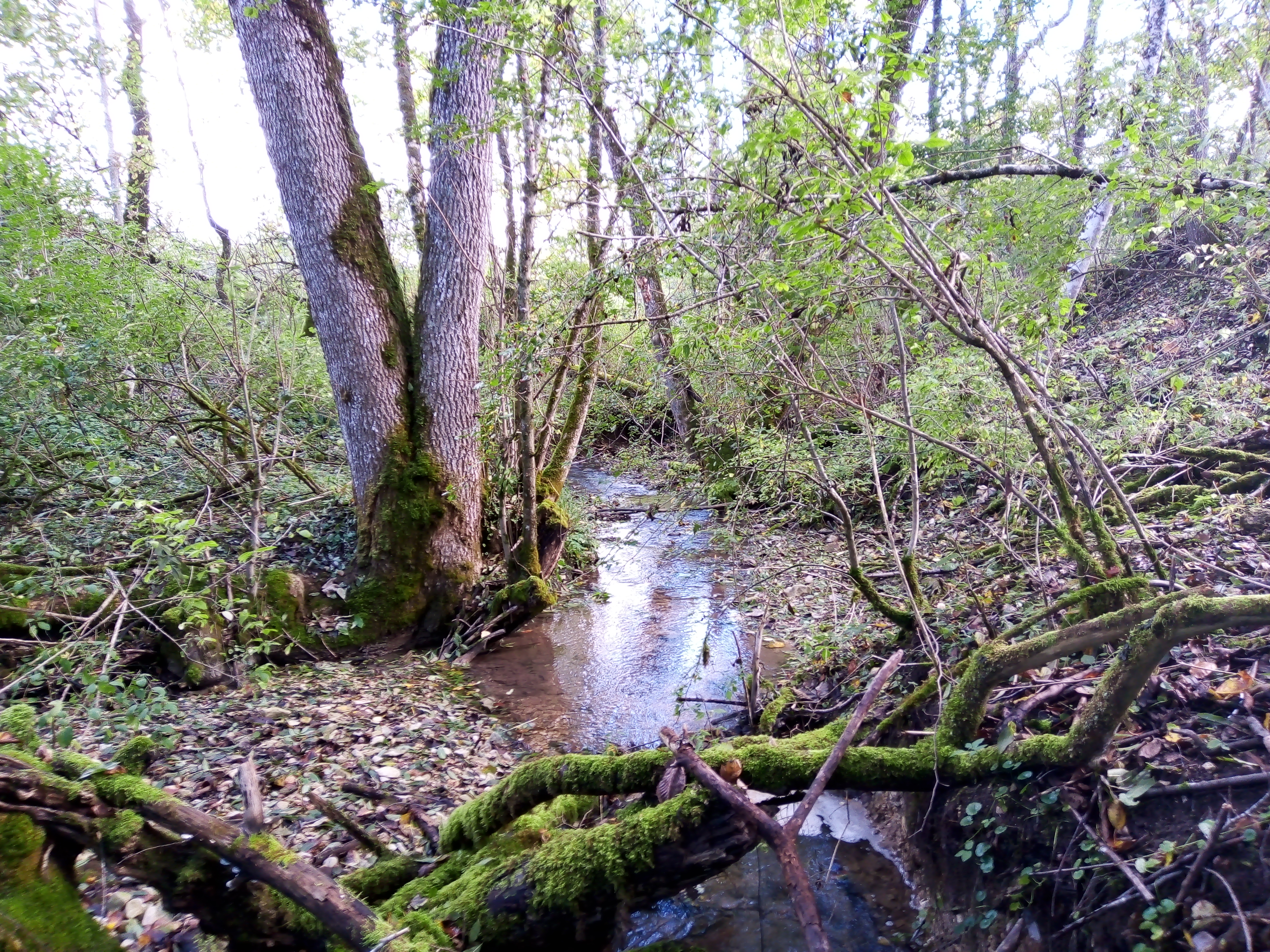
Im NSG Scharlenbachtal-Hofwald fließt der Scharlenbach durch einen dichten Gehölzstreifen

Der Scharlenbach entspringt im Landschaftsschutzgebiet Oberes Starzeltal und Zollerberg und fließt wenig später in das Naturschutzgebiet Scharlenbachtal-Hofwald. Der Bach fließt auf beinahe der gesamten Länge durch das FFH-Gebiet Reichenbach und Killertal zwischen Hechingen und Burladingen und das Vogelschutzgebiet Südwestalb und Oberes Donautal.

### LUBW
Amtliche Online-Gewässerkarte mit passendem Ausschnitt und den hier benutzten Layern: Lauf und Einzugsgebiet des Scharlenbachs

Allgemeiner Einstieg ohne Voreinstellungen und Layer: Daten- und Kartendienst der Landesanstalt für Umwelt Baden-Württemberg (LUBW) (Hinweise)
1. ↑  Höhe nach dem Höhenlinienbild auf dem Hintergrundlayer Topographische Karte.
2. ↑  Höhe nach grauer Beschriftung auf dem Hintergrundlayer Topographische Karte.
3. ↑  Länge nach dem Layer Gewässernetz (AWGN).
4. ↑  Einzugsgebiet nach dem Layer Basiseinzugsgebiet (AWGN).
5. ↑  Höhe nach schwarzer Beschriftung auf dem Hintergrundlayer Topographische Karte.
6. ↑  Schutzgebiete nach den einschlägigen Layern, Natur teilweise nach dem Layer Biotop.

### Andere Belege
1. ↑  Friedrich Huttenlocher: Geographische Landesaufnahme: Die naturräumlichen Einheiten auf Blatt 178 Sigmaringen. Bundesanstalt für Landeskunde, Bad Godesberg 1959. → Online-Karte (PDF; 4,3 MB)
2. ↑  Geologie nach den Layern zu Geologische Karte 1:50.000 auf: Mapserver des Landesamtes für Geologie, Rohstoffe und Bergbau (LGRB) (Hinweise)